# 許仲譽
許仲譽（1557年—？），字令慈，號儆脩，浙江杭州府錢塘縣民籍，順天府東安縣人，明朝政治人物。

## 生平
萬曆十九年（1591年）辛卯科浙江鄉試第七十二名舉人。二十三年（1595年）授雄縣儒學教諭，二十六年（1598年）升國子監助教，二十八年（1600年）出為兗州府通判，升同知。

## 家族
曾祖許紳；祖父許龜年，贈工部員外郎；父許應亨，浙江布政使司參議。母張氏（封安人）；繼母張氏。永感下。從兄許長豫，弟許叔謩，從弟許次紓、許少伃、許季序。

## 引用
1. ↑  （明）张朝瑞. . 《续修四库全书》史部第828册.
2. ↑  鲁小俊，江俊伟著. . 武汉：武汉大学出版社. 2009. ISBN 978-7-307-07043-1.
3. ↑  龚延明主编. . 宁波: 宁波出版社. 2016. ISBN 978-7-5526-2320-8. 《天一閣藏明代科舉錄選刊.登科錄》之《浙江辛卯科同年序齿录》